# Philippe de Villiers de l’Isle-Adam

Philippe de Villiers de l’Isle-Adam, nicht zeitgenössisches Gemälde

Familienwappen von Philippe de Villiers de l’Isle-Adam

Großmeisterwappen von Philippe de Villiers de l’Isle-Adam

Philippe de Villiers de l’Isle-Adam (lateinisch Philippus Villiersius ex Insula-Adami; * 1464 in Beauvais; † 21. August 1534 in Rabat auf Malta) war ein französischer Adliger aus der in L’Isle-Adam residierenden Linie des Geschlechts De Villiers und von 1521 bis zu seinem Tod der 44. Großmeister des Johanniterordens. Er war ein Sohn von Jacques de Villiers de L’Isle-Adam († 1472) und Enkel des Marschalls Jean de Villiers de L’Isle-Adam († 1437).

## Rhodos
Philippe stieg zum Prior der Zunge der Auvergne auf, wurde 1510 zum Seneschall des Ordens ernannt und wurde schließlich 1521 zum Großmeister gewählt, der letzte des Ordens auf Rhodos. Als solcher führte er den langen und erbitterten Widerstand des Ordens, der mit 600 Rittern und 4500 anderen Bewaffneten die Festung Rhodos verteidigte, als im Jahre 1522 die bis zu 160.000 Mann starke Invasionstruppe des osmanischen Sultans Suleyman des Prächtigen versuchte die Insel zu erobern (siehe auch Belagerung von Rhodos (1522)). Berichtet wird von der großen persönlichen Tapferkeit des Großmeisters. Die Belagerung endete mit der Kapitulation des Ordens und seinem Abzug aus Rhodos am Neujahrstag 1523. Der Großmeister wollte Rhodos nicht aufgeben, da aber Nachschub fehlte und vor allem das Pulver für die Kanonen verbraucht war, beugte er sich widerwillig dem Rat seiner Ordensbrüder und handelte einen ehrenvollen Abzug aus, bei dem die Ritter alle Waffen und das Vermögen des Ordens mitnehmen durften.

## Malta
Nach mehreren Jahren mit vorübergehendem Ordensdomizil in Candia, Messina, Viterbo und Nizza (1527–1529) gelang es Philippe 1530 von Kaiser Karl V. die Herrschaft des Ordens über Malta, Gozo und das nordafrikanische Tripolis zu erhalten, als vom Königreich Sizilien abhängiges Lehen. Hierfür war ein jährlicher Tribut in Form eines Malteser Falken fällig. In den folgenden Jahren widmete Philippe sich der Festigung der Ordensherrschaft auf Malta. Er starb am 21. August 1534 in Rabat auf Malta und wurde in der Festung St. Angelo (Vittoriosa) begraben.